# Roy Neuberger
Roy Rothschild Neuberger (Bridgeport, Connecticut, 21 de julho de 1903 — Manhattan, 24 de dezembro de 2010) foi um financista norte-americano que contribuiu com dinheiro para causar no público uma maior sensibilização e um reconhecimento da arte moderna através da aquisição de peças que julgou dignas. Ele foi cofundador da empresa de investimentos Neuberger Berman.